# Сварка неплавящимся электродом
Дуговая сварка неплавящимся электродом в защитной атмосфере инертного газа — метод дуговой сварки, который используется для сварки алюминия, магния и их сплавов, нержавеющей стали, никеля, меди, бронзы, титана, циркония и других неферромагнитных металлов. Техника сварки похожа на газовую (автогенную) сварку. Применением данного способа можно получить сварные швы высокого качества. Однако показатели производительности оказываются весьма низкими и не могут соперничать со сваркой плавящимся электродом в атмосфере защитного газа, особенно с применением сварочных полуавтоматов или роботов.
Одним из главных преимуществ данной технологии является возможность сварки самых разнообразных материалов: наряду с низкоуглеродистыми, высоколегированными и мартенситными сталями, более ценной является возможность качественной сварки сплавов алюминия и магния, и, помимо этого, таких металлов и сплавов, как титан, цирконий, молибден, никель, медь, бронза, латунь. Метод с успехом используется также и для сварки разнородных материалов друг с другом, например, углеродистых сталей и нержавеющих сталей, меди с латунью и др. Недостатком является повышенный риск образования пор в сварных швах.
Способ характеризуется двумя аспектами. Первый — в использовании неплавящихся вольфрамовых электродов. Второй — в использовании инертных газов, которые защищают как сварочную ванну, так и собственно электрод. В некоторых случаях, кроме аргона или гелия используется водород или азот.
Технические названия метода связаны с гелием, используемым при первых опытах сварки этим методом.
В Европе метод часто сокращенно называется WIG от немецкого Wolfram-Inertgasschweißen или TIG, где Т обозначает вольфрам (англ. tungsten). В США обычно обозначается GTAW от Gas Tungsten Arc Welding. В США — применяется стандарт AWS D10.11M/D10.11.
Нумерация метода в соответствии с ISO 4063.

## История
Первые годы после открытия дугового электрического разряда Гэмфри Дэви в 1800 году и электрической дуги Василием Петровым в 1802, технология дуговой сварки развивалась медленно.
Идею сварки неплавящимся электродом в среде защитного газа выдвинул только в 1890 году Чарльз Л. Коффин, получив на него патент США 419032.
Но даже и в начале XX века сварка неферромагнитных материалов, таких, как алюминий и магний, вызывала значительные трудности ввиду того, что эти металлы быстро вступают в реакцию с воздухом, образуя поры и примеси в сварных соединениях, резко ухудшающие их качество.
Производство качественной сварки стали и других металлов требует в процессе сварки удаления водорода, азота и кислорода из расплава, и, таким образом, предотвращения образования нежелательных пузырьков или пор. Для достижения хорошего качества сварных швов требуется применять либо сварочную ванну, либо дополнительные приспособления для защиты свариваемых деталей от окружающей атмосферы.
Несколько десятилетий спустя, в 1920-х годах Ирвинг Ленгмюр предложил процесс, пригодный для высокотемпературной дуговой сварки — сварку дугой, образующейся между двух вольфрамовых электродов в атмосфере водорода. Дуга в атмосфере водорода приводит к диссоциации и рекомбинации молекул водорода для выхода большого количества тепла. В 1924 году он получил патент США 1952927.
Разработку технологии вышеописанного процесса выполнили в 1941 году сотрудники корпорации Northrop Aircraft Inc. В.Павлечка (чеш. V.Pavlečka) и Расс Мередит (англ. Russ Meredith), разработавшие техпроцесс сварки неплавящимся вольфрамовым электродом, который пригоден для сварки магния, алюминия и никеля в защитной атмосфере гелия. Благодаря использованию метода открылись новые возможности для сваривания материалов, используемых в авиационной промышленности, что оказалось особенно ценным при выпуске военной техники в начале Второй мировой войны.
На разработанную тогда сварочную горелку был получен патент США US2274631.
В конце 1950-х годов Нельсон Э. Андерсон (англ. Nelson E. Anderson) запатентовал метод сварки импульсным током (патент США US2784349), при котором сварочный ток представляет собою последовательность регулярных и определённым образом чередующихся импульсов высоких и низких амплитуд.
В качестве источника постоянного тока сварочного агрегата поначалу использовался просто селеновый выпрямитель.
Несколько позднее сварочные трансформаторы были модифицированы для того, чтобы сделать возможным генерацию токов высокой частоты, лучше подходящих для сварки этим способом. Последние шаги повели за собой оптимизацию динамических характеристик сварочных источников питания, то есть регулировку сварочного тока и напряжения

## Описание процесса
При сварке неплавящимся электродом в атмосфере защитного газа электрическая дуга зажигается между вольфрамовым электродом и свариваемыми материалами основания, либо сварочной ванной. Возникающее тепло расплавляет кромки свариваемых деталей материала основания и вместе с ними — присадочный материал.
Этот способ при ручной сварке является относительно сложным, поскольку требует высокой квалификации сварщика. Подобно газовой сварке, GTAW требуется выполнять двумя руками, поскольку в процессе сваривания сварщик одной рукой держит держатель с электродом (сварочную горелку), а другой рукой подаёт пруток в зону сварки.
Важное значение также имеет поддержание короткой длины дуги при одновременном недопущении контакта между электродом и заготовками.
Сварочную дугу при методе, называемом TIG AC, получают от источника, в качестве которого в настоящее время почти всегда используется высокочастотный генератор (подобный трансформатору Теслы), дающий электрическую искру. Эта искра является проводящей средой для протекания сварочного тока в среде защитного газа и позволяет дуге зажечься в то время, как электрод отделён от свариваемых деталей расстоянием 1,5—3 мм.
Как только дуга зажглась, то для того, чтобы создать сварное соединение, сварщик перемещает электрод в зону сварки, имеющей вид окружности, размер которой зависит от размера электрода и величины тока. Поддерживая постоянное расстояние между электродом и заготовкой, сварщик затем немного отводит держатель и наклоняет его назад приблизительно на 10—15° от вертикального положения. Металл из присадочного прутка добавляется вручную к передней кромке сварного соединения по мере необходимости.
Сварщики часто используют также технологию быстрого чередования продвижения электрода (получения собственно шва сварного соединения) с добавлением присадочного материала. Присадочный пруток добавляется к сварному соединению каждый раз при продвижении электрода, оставаясь однако при этом всегда в среде защитного газа для предотвращения окисления его поверхности и загрязнения зоны сварки. Присадочные прутки из металлов с низкой температурой плавления, например, из алюминия, требуют, чтобы сварщик держал их на некотором расстоянии от дуги, но в то же время в среде защитного газа. Если пруток окажется слишком близко к дуге, то он может расплавиться раньше, чем успеет вступить в контакт со сварочной ванной. По мере завершения процесса сварки, ток дуги часто постепенно уменьшают, чтобы позволить сварному шву затвердеть и предотвратить тем самым образование трещин по краям.

## Типичные параметры технологического процесса
- Сварочный ток: 5—600 A (постоянный либо импульсный)
- Напряжение: 10—30 В
- Скорость сваривания: 0,04—0,4 м/мин[14]
- Диаметр электрода: 0,5—8,0 мм
- Расход защитного газа: 5—20 л/мин[14]
- Частота источника сварочного тока (для метода TIG AC): 60—200 Гц
- Баланс источника сварочного тока (для метода TIG AC): −45 % … + 45 % (Европа), 10—90 % (США)[15]

## Преимущества и недостатки
К преимуществам можно отнести:
- Минимальные деформации в свариваемых металлах из-за маленькой зоны прогрева;
- Высокое качество соединения, за счет защиты сварочной ванны аргоном, который вытесняет кислород;
- Скорость выполнения работ;
- Не требует трудозатрат на постобработку шва;
- Более широкий спектр свариваемых материалов по сравнению с MMA.

Недостатки:
- Сложность работы на улице во время ветреной погоды. Ветер выдувает защитный газ из зоны сварки, бороться с этим можно используя заграждения либо увеличивая подачу газа, что приведет к его увеличенному расходу;
- Требуется более качественная подготовка металлов перед сваркой в сравнении MMA;
- Конструкция горелки делает не очень удобным сваривание деталей под острым углом;
- После розжига вне зоны сварки остается след, который необходимо зачищать.

## Источник питания
Источник питания, применяемый для GTAW — источник питания постоянного тока; что означает, что ток (а значит и тепло, разогревающее зону сварки) сохраняется относительно постоянным, вне зависимости от длины дуги и подводимого напряжения. Это важно ввиду того, что в большинстве применений GTAW — как ручных, так и полуавтоматических, — оператору требуется рукой держать держатель с электродом. В том случае, если бы вместо источника постоянного тока применялся источник постоянного напряжения, обеспечение приемлемой длины дуги было бы трудной задачей, ибо изменения степени нагрева, вызванные изменением сварочного тока делали бы процесс сварки намного более трудным.
Предпочтительная полярность источника для GTAW зависит в значительной степени от типа свариваемого металла. Постоянный ток, при котором электрод подключается к отрицательному полюсу (DCEN) используется чаще всего при сварке сталей, никеля, титана и других металлов. DCEN также часто используется и в автоматах для сварки изделий из алюминия или магния, в которых в качестве защитного газа используется гелий.
Наиболее часто применяют постоянный ток с подачей «минуса» на электрод (в англоязычной терминологии (DCEN). Благодаря тому, что испускаемые электроны, образующие дугу, вызывают тепловую ионизацию среды защитного газа, на отрицательном электроде вырабатывается тепло, то есть дополнительно нагревается материал свариваемых деталей. Ионизированный защитный газ течёт в направлении электрода, а не свариваемого материала, что не даёт возможности образованию оксидов в зоне шва на свариваемых деталях.
Реже применяется постоянный ток с подачей «плюса» на электрод (в англоязычной терминологии DCEP), прежде всего для сварки мелких деталей, в целях уменьшения нагрева материала изделия. Вместо того, чтобы течь от электрода в сторолну изделия, как в предыдущем случае (DCEN), электроны идут в обратном направлении.
Чтобы обеспечить сохранение формы и предотвратить «затупление» электрода, в этом случае часто используют электрод большего диаметра, в отличие от предыдущего случая. Поскольку электроны текут к электроду, ионизированные потоки защитного газа подаются в сторону свариваемых деталей, очищая зону сварки, удаляя окиси и другие примеси и, таким образом, улучшая его качество и внешний вид.
Переменный ток, широко используемый для ручной или полуавтоматической сварки алюминия и магния, как известно, состоит из двух полуволн, в течение которых электрод и свариваемые детали поочерёдно становятся «положительным» и «отрицательным» полюсами. Поток электронов при этом непрерывно изменяет направление, что одновременно препятствует перегреву вольфрамового электрода и поддерживает высокую температуру в материале свариваемых деталей.
Окислы с поверхности удаляются в течение той части цикла, когда на электрод подводится положительное напряжение. А наиболее глубокий нагрев свариваемых деталей будет в течение того интервала времени, когда полярность напряжения на электроде отрицательная. Некоторые источники питания позволяют оператору использовать переменный ток асимметричной формы, с возможностью задания точного процента времени нахождения тока в каждой из полярностей, позволяя лучше управлять количеством подводимого тепла от источника питания и улучшая качество сварки.
Кроме того, оператору следует избегать эффекта выпрямления, при котором дуга не сможет зажечься повторно, что может иметь место при переходе с прямой полярности («минус» на электроде), к обратной полярности («плюс» на электроде). Чтобы избежать этой проблемы, для зажигания дуги может использоваться источник питания с напряжением в форме меандра, а также источник напряжения высокой частоты.

## Сфера применения
Во многих отраслях промышленности GTAW используется для сварки тонких заготовок, в первую очередь из цветных металлов. Эта технология находит всё более и более широкое применение при изготовлении космических транспортных средств, а также применяется для сварки тонкостенных трубок малого диаметра, подобных используемым в производстве велосипедов. Кроме того, GTAW часто используется для создания заготовок, или же для первого прохода при сварке трубопроводов различных диаметров. Процесс также широко используют при работах по обслуживанию и ремонту, например, при ремонте инструментов и приборов, в первую очередь это относится к деталям, изготовленным из алюминия и магния.

Поскольку металл при данном методе не переносится напрямую электрической дугой, становится доступным обширный ассортимент металлов, используемых в качестве присадочных материалов. Фактически, никакой другой процесс сварки не позволяет сварку столь широкой номенклатуры сплавов и при самых разнообразных конфигурациях изделий. Сплавы металлов для присадочных прутков, такие как чистые алюминий и хром, из-за испарения под воздействием электрической дуги могут улетучиться. Этого не происходит в случае использования процесса GTAW. Поскольку изделия, полученные в результате сварки, будут иметь тот же самый или близкий химический состав, что и оригинальный основной компонент (или соответствующие основные компоненты) сплава, сварка, полученная по методу GTAW получается очень стойкой к коррозии и механическим повреждениям в течение длительных периодов времени, что делает данную технологию почти незаменимым выбором для столь ответственных операций, как заваривание контейнеров с отработанным ядерным топливом перед их захоронением.

## Безопасность
Сварщик в процессе проведения работ должен пользоваться защитной спецодеждой, включая костюм сварщика, состоящий из штанов и куртки с длинными рукавами, перчаток и маски и для защиты от жёсткого ультрафиолета. В связи с тем, что при GTAW не испускается дым, который при обычной дуговой сварке является продуктами реакции флюса с кислородом воздуха и свариваемыми изделиями, то здесь при горении электрической дуги не образуется газообразных и твердых частиц (шлака); но сама дуга горит много ярче, чем при обычной дуговой сварке, подвергая оператора воздействию жёсткого ультрафиолетового излучения. Ультрафиолетовое излучение дуги может иметь отличную от солнечного ультрафиолета длину волны; но ввиду того, что сварщик присутствует непосредственно вблизи источника излучения, его воздействие будет очень сильным.
Горящая дуга способна потенциально нанести вред здоровью, в том числе яркими вспышками повредить зрение (электроофтальмия) нанести повреждение коже, подобно сильному загару. Для защиты от нежелательных воздействий ультрафиолета сварщики используют непрозрачные шлемы с темными стёклами, полностью покрывающие голову и шею. Современные шлемы часто снабжены жидкокристаллическими самозатемняющимися (фотохромными) стёклами, которые самозатемняются под воздействием яркого света сварочной дуги. Кроме того, для защиты находящихся неподалёку рабочих и других людей от ультрафиолетового излучения сварочной дуги часто используются прозрачные сварочные экраны (щитки), изготовленные из поливинилхлоридной плёнки.
Сварщику также часто приходится иметь дело с опасными газами и макрочастицами. Несмотря на то, что в процессе сварки не испускается дым, яркая дуга в процессе GTAW может произвести оптический пробой окружающего воздушного промежутка, образуя озон и оксиды азота. Озон и оксиды азота реагируют с тканью легких, из-за чего во влажной среде происходит реакция образования азотной кислоты, а также горения озона. Хотя воздействия перечисленных процессов и умеренны, однако их продолжительное воздействие, а также неоднократное периодическое воздействие могут вызвать эмфизему и отёк легких, что может привести к преждевременной смерти. Поэтому необходимо контролировать параметры воздуха в помещении, где производятся работы. Точно так же дуга, благодаря её высокой температуре, может вызвать образование ядовитых газов и токсичных соединений из материалов, применяемых в целях очистки и обезжиривания места сварки. Поэтому вблизи места сварки нельзя производить операции по очистке с использованием этих агентов, а также требуется надлежащим образом обеспечить необходимую вентиляцию для защиты сварщика.

## Примечание
1. ↑  Ambrož et al., str.110 (чеш.  )
2. ↑  TIG Handbook — I, p. 4
3. ↑  TIG Handbook — I, p.5
4. ↑  AWS D10.11M/D10.11 — An American National Standard - Guide for Root Pass Welding of Pipe Without Backing (англ.). — American Welding Society, 2007.
5. ↑  Hertha Ayrton. The Electric Arc, pp. 20, 94. D. Van Nostrand Co., New York, 1902.
6. ↑  Cary & Helzer, 2005, pp. 5—8
7. 1 2  TIG Handbook — II, с. 6
8. ↑  The History of Welding. — Miller Electric Mfg Co.. Архивировано 29 ноября 2012 года.
9. ↑  Kubíček, с. 6.
10. ↑  Miller Electric, 2013, pp. 5, 17.
11. ↑  Lincoln Electric, 1994, pp. 5.4-7—5.4-8.
12. ↑  Jeffus, 2002, p. 378.
13. ↑  Lincoln Electric, 1994, p. 9.4-7.
14. 1 2  Sosiński. Spawanie metodą TIG nie tylko dla początkujących. — 2013.
15. ↑  spawanie aluminium balans ac (пол.).
16. ↑  Cary & Helzer, 2005, p. 71
17. 1 2 3 4 5 6 7  Minnick, 1996, pp. 14—16
18. ↑  Cary & Helzer, 2005, p. 77
19. ↑  Watkins & Mizia, 2003, pp. 424—426
20. 1 2  Cary & Helzer, 2005, pp. 42, 75
21. ↑  Постановление № 26 от 19.04.2010 Предельно допустимые концентрации (ПДК) загрязняющих веществ в атмосферном воздухе населенных мест Архивировано 14 октября 2015 года.